# Villavente
Villavente es una localidad española, perteneciente al municipio de Valdefresno, en la provincia de León y la comarca de La Sobarriba, en la Comunidad Autónoma de Castilla y León.

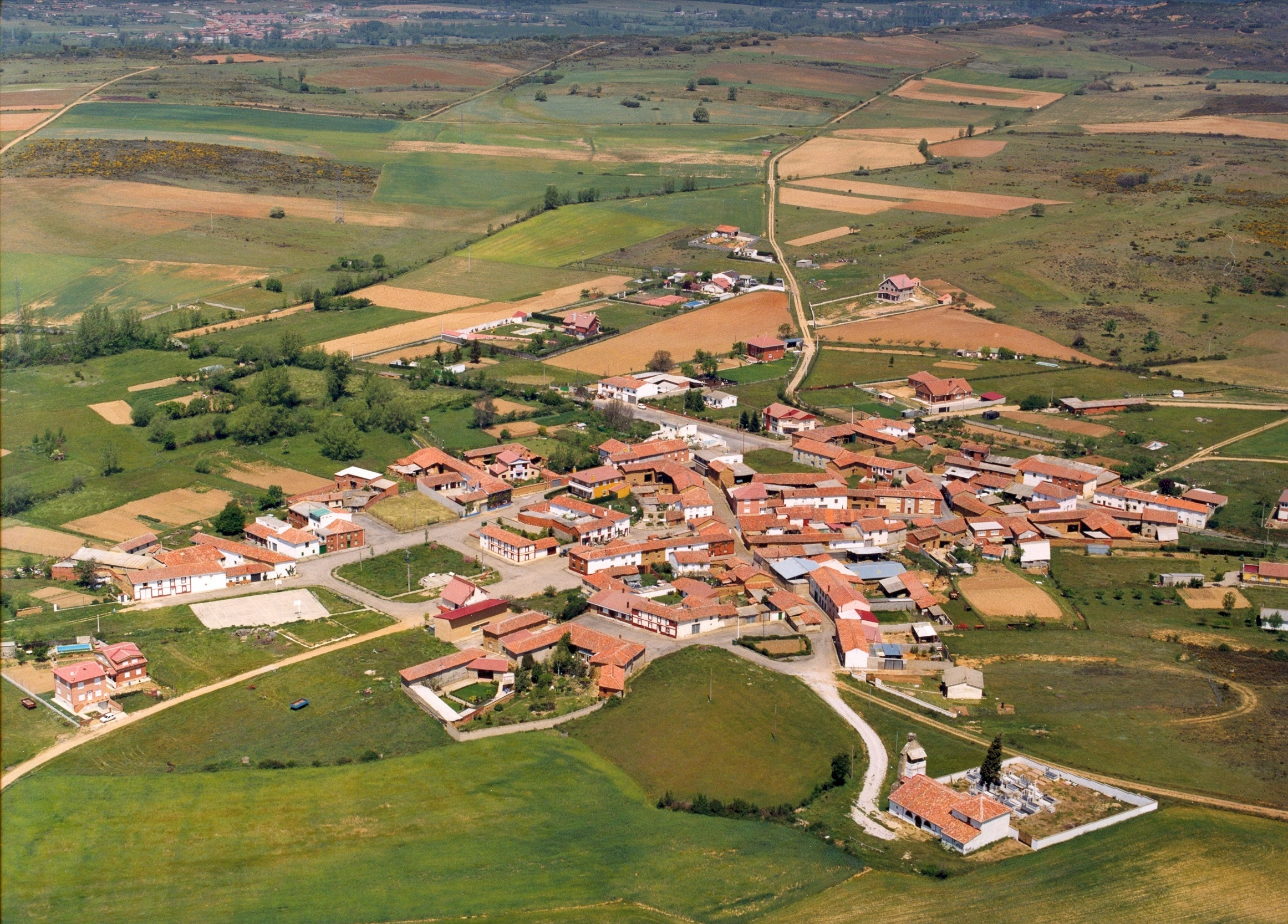
Vista aérea de Villavente de la Sobarriba.

## Ubicación
Los terrenos de Villavente limitan con los de Castrillino al norte, Santovenia del Monte y Carbajosa, León al noreste, Villacil al este, Tendal al sureste, Golpejar de la Sobarriba al suroeste, Villaobispo de las Regueras y Villamoros de las Regueras al oeste y Villarrodrigo de las Regueras al noroeste.
Se encuentra a poco más de 5 kilómetros de la capital leonesa, separado de la misma por la denominada Ronda Este (LE-20), para llegar a Villavente desde León, España, se deberá atravesar Villaobispo de las Regueras, cruzar el puente sobre el Río Torío y subir el Portillín.
Villavente es donde propiamente se inicia La Sobarriba como tal comarca por el Norte.
Las carreteras más importantes y de acceso a la zona son las siguientes; accediendo desde el Noroeste la Ctra. de Santander (N-621), desde el Norte la Ctra. León - Santander (N-621), desde el Oeste la Av. Fernández Ladreda (N-630) / (LE-20), desde el Este la Ctra. Local de Villarente a Boñar (CV-3141) y por último accediendo desde el Sur la Ctra. León - Valladolid (N-601).

## Demografía
Se puede ver como en los últimos años la población ha aumentado ligeramente debido a los pequeños desarrollos residenciales llevados a cabo por su proximidad a León.
Su número de habitantes se ve ligeramente modificado, durante el año, aumentando la población considerablemente en verano.

## Datos de interés

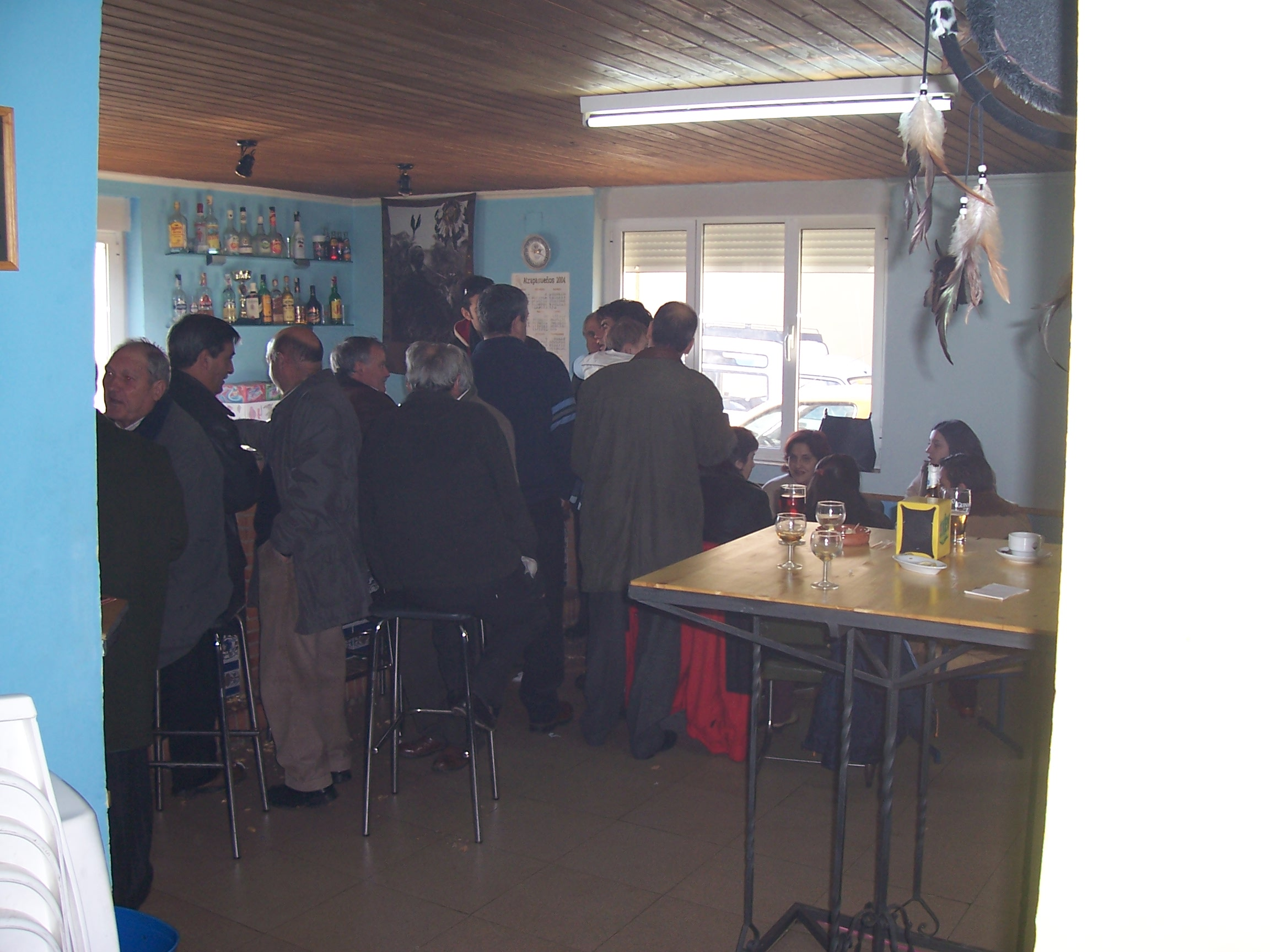
Tele-Club Villavente de la Sobarriba.

- Altura Media del municipio: 849 m s. n. m.

- Habitantes (Ayuntamiento de Valdefresno): 105 (2007)

- Fiestas patronales: el 23, 24 y 25 de agosto, en honor a su patrón San Bartolomé.

- Rosario de la Buena Muerte, el día de Jueves Santo. Transcurre la procesión durante la noche y recorre las principales calles del pueblo.

- Dispone de una cancha deportiva, una zona de recreo infantil, así como de varias fuentes, un consultorio médico (de nueva construcción) y un Tele-Club (antigua escuela). Tiene un servicio de bus, proporcionado por el Ayuntamiento de Valdefresno.

- Proporciona un coto privado de caza menor.

- Dentro de su Iglesia, con espadaña como aquí es típico, existen obras de arte importantes, como una imagen de la Virgen portando al niño de estilo gótico-renacentista. También como pieza de renombre e importancia, un capitel mozárabe, vaciado para realizar las funciones de pila bautismal de tipo corintio.

- Su pendón, de gran tamaño y vistosidad, es expuesto en la mayoría de las exposiciones de pendones de la comarca.

- Su construcción típica emplea el canto rodado, “Morrillo” y el ladrillo rústico macizo, sin olvidar la construcción en adobe y barro, la cual es muy empleada.

- Es un territorio predominantemente llano.

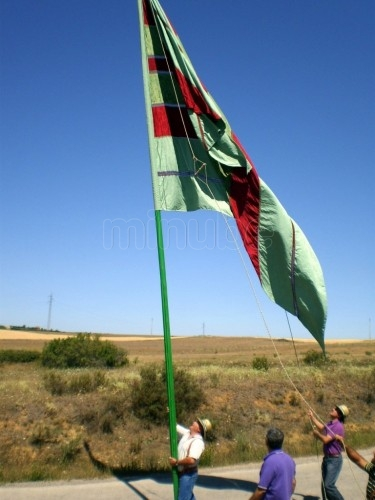
Pendón de Villavente en las fiestas comarcales de la Sobarriba en Valdefresno

## Geografía
Villavente es zona de numerosas fuentes naturales. En el sur se encuentra un pequeño pero frondoso valle, donde abundan chopos y prados de hierba. Cerca de aquí, se emplazan la mayoría de las huertas, ricas en cultivos de hortalizas y frutales.
Destacar también que la mayoría del territorio cultivable, se destina a cultivos de secano (trigo, avena).
En su parte más norte, se localiza el monte, donde antaño se cultivó y ahora es una zona de robledales, encinas y olmos (localmente conocidos como negrillos), surcado por numerosos caminos, el cual proporciona una buena zona de caza, donde antes abundaban liebres, conejos, perdices, codornices y se dejaban ver corzos y jabalíes.

## Economía
El pueblo de Villavente cuenta con solo dos pequeñas empresas: Jamotec S.L. (Jamones giratorios) y la famosa panadería de Donato (Pan artesano), la cual paso a su sobrino siguiendo la tradición familiar, tras el fallecimiento de su fundador Donato Díez Martìnez, en noviembre de 2010, a sus 78 años. Cuenta con un gran éxito, así como numerosos clientes.

## Historia
Bajo el Imperio Romano.
Siguiendo las investigaciones del sacerdote claretiano Atilano Alaiz Prieto (natal de Villavente), pueden señalarse algunos aspectos fundamentales de la historia local; según los documentos encontrados en la catedral de Oviedo correspondientes al año 903, un hombre de origen romano se instala en los terrenos en los que hoy está situado el pueblo y crea una granja (villa) para vender productos agrícolas y carne de animales domésticos a la Legio VII Gemina romana. Se llamaba Aventus que al estar precedido de la palabra "villa" se pone en genitivo del latín, con lo que resulta "Villa-Aventi", con el tiempo devoraron en la pronunciación, con lo que quedó en "Villavente". Si la Legio VII Gemina romana se estableció en León a comienzos del primer milenio, podemos decir que Villavente tiene una larga historia de 2000 años.
Perteneció a la antigua Hermandad de La Sobarriba.

## Patrimonio Histórico-Artístico

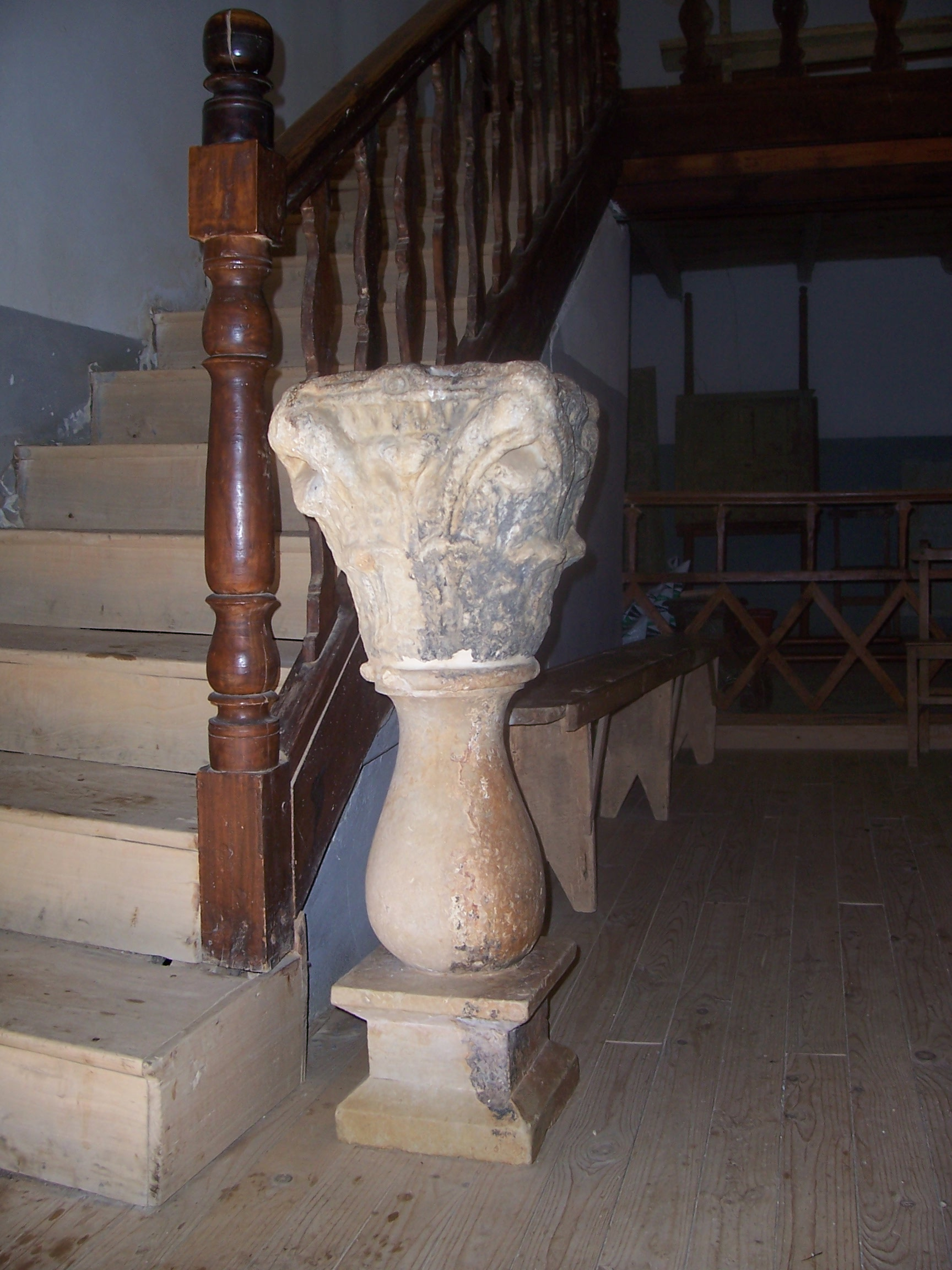
Capitel Iglesia Villavente de la Sobarriba.

La iglesia de Villavente, de una sola nave, atrio cubierto y cabecera elevada, típica del siglo XVI. Alberga en dicha iglesia, un retablo renacentista que en su ático alberga una imagen de la Virgen portando al Niño, de finales del siglo XV o principios del XVI, acusando todavía las influencias del gótico.

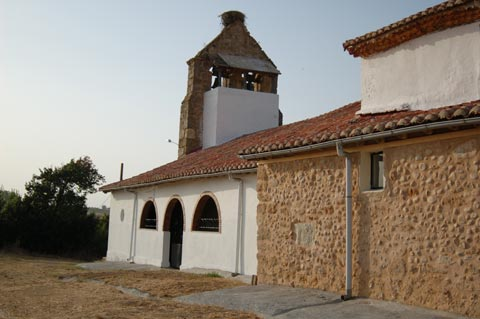
Iglesia de Villavente.

Pero sobre todo, la pieza excepcional, la que merece especialísima mención, es un erosionado capitel, vaciado como pila de agua bendita, de tipo corintio y carácter bizantino, muy típico del mozárabe. No se sabe su procedencia, quizás, como mera hipótesis, quepa pensar en el antiguo monasterio, de la Época medieval, situado justamente en el centro del triángulo que forman; Tendal, Villavente y Golpejar, sobre la loma (aquí llamado el cueto del Tío Paulino) y que está datado del año 905.
La cabecera de la iglesia aún conserva parte de lo que debió ser un artesonado mudéjar.